# Eth (Nord)
Pour les articles homonymes, voir Eth.
Eth est une commune française située dans le département du Nord, en région Hauts-de-France.

## Géographie

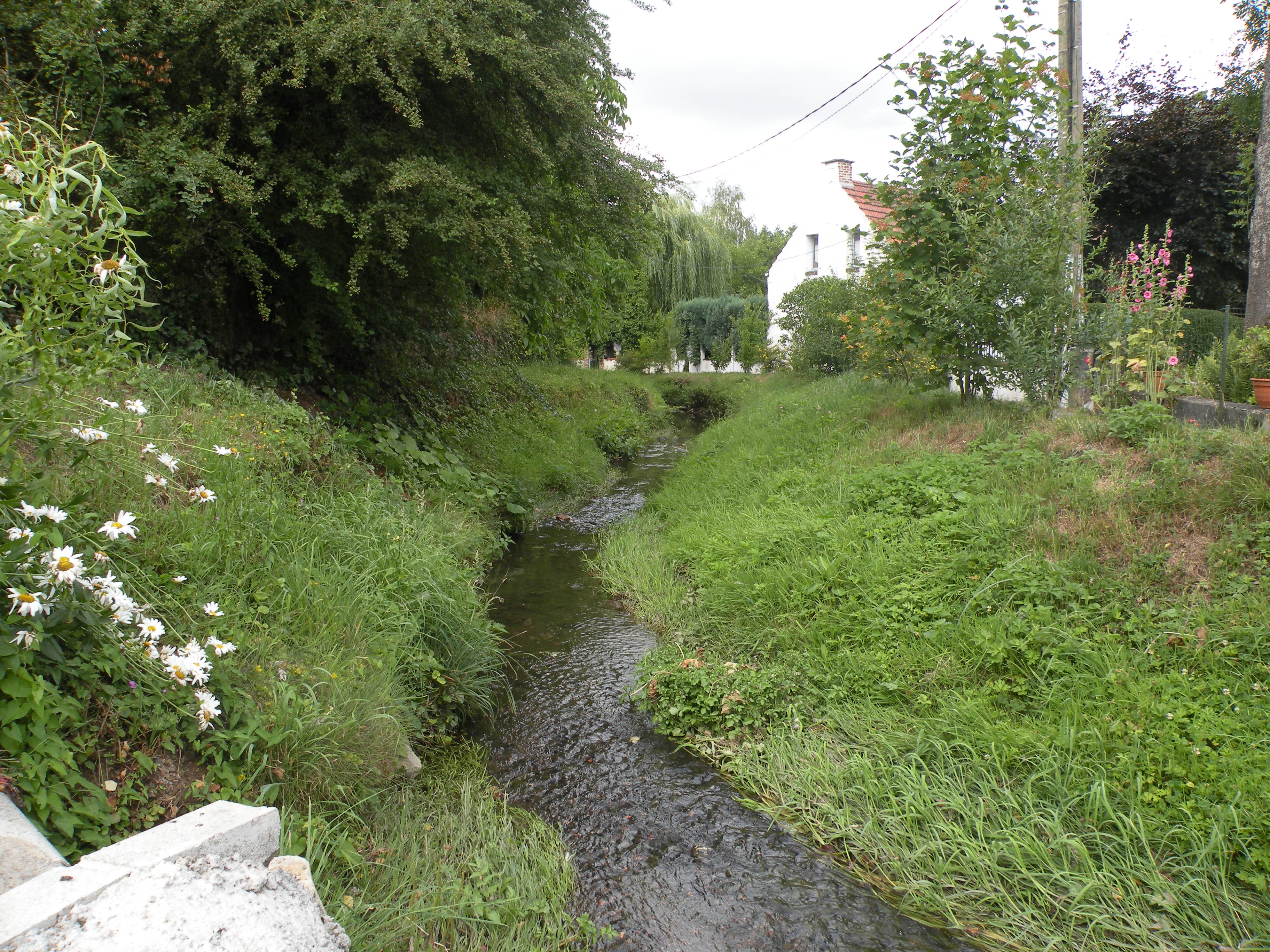
Le Sart à Eth.

Eth est située sur le Sart, presque à égale distance de Bavay (9,3 km à l'est), Le Quesnoy (9 km au sud) et Valenciennes (10 km à l'ouest).

### Communes limitrophes
| Sebourg |                   | Roisin (be) |
|         | Eth               |             |
|         | Wargnies-le-Grand | Bry         |

### Hydrographie

#### Réseau hydrographique
La commune est située dans le bassin Artois-Picardie. Elle est drainée par le ruisseau du Sart,.

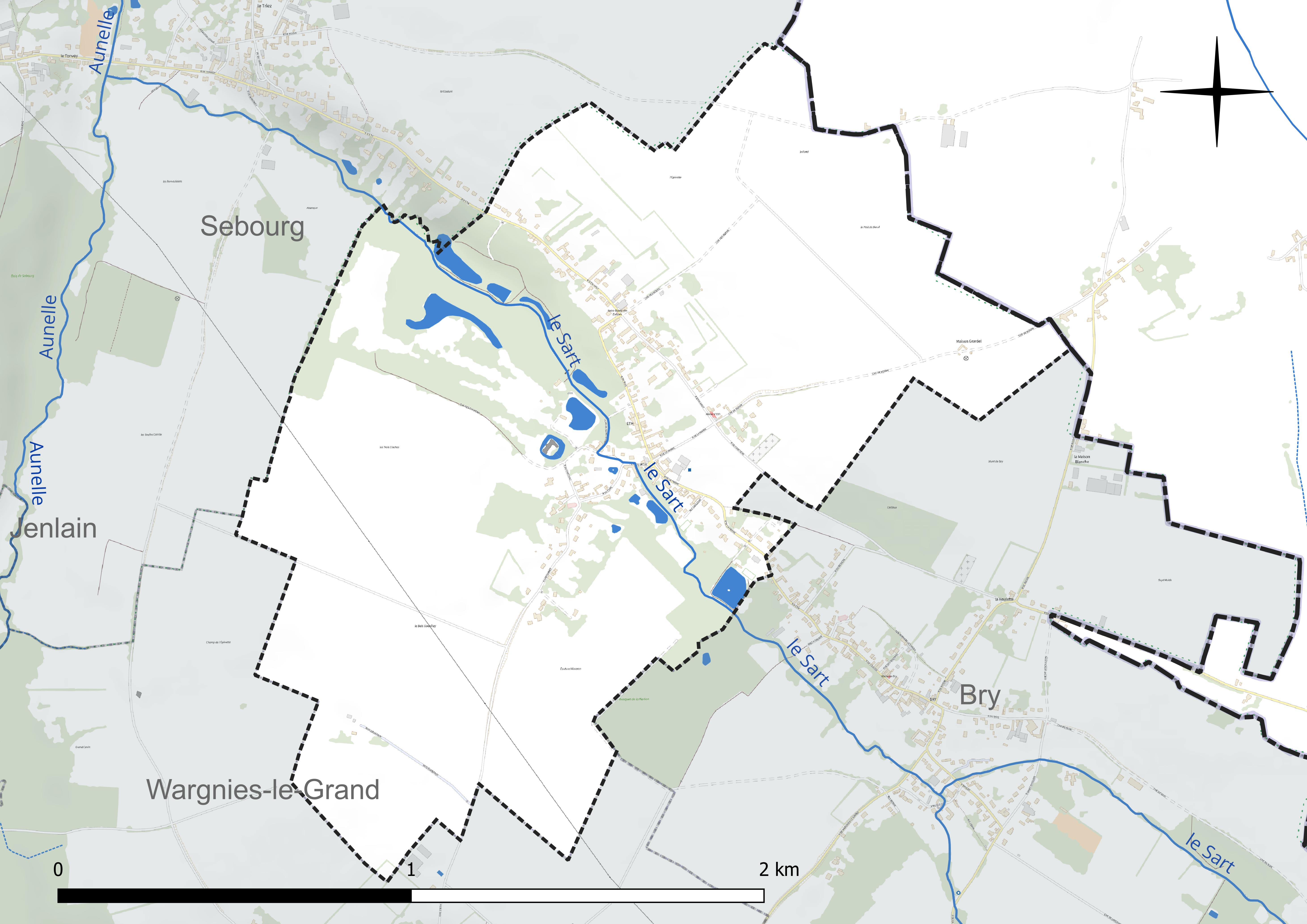
Réseau hydrographique d'Eth.

#### Gestion et qualité des eaux
Le territoire communal est couvert par le schéma d'aménagement et de gestion des eaux (SAGE) « Escaut ». Ce document de planification concerne un territoire de 2 005 km2 de superficie, délimité par le bassin versant de l'Escaut. Le périmètre a été arrêté le 9 juin 2006 et le SAGE proprement dit a été approuvé le 13 juillet 2021. La structure porteuse de l'élaboration et de la mise en œuvre est le syndicat mixte Escaut et Affluents (SyMEA). 
La qualité des cours d'eau peut être consultée sur un site spécial géré par les agences de l'eau et l'Agence française pour la biodiversité. 

### Climat
Pour des articles plus généraux, voir Climat des Hauts-de-France et Climat du Nord.
En 2010, le climat de la commune est de type climat océanique dégradé des plaines du Centre et du Nord, selon une étude du CNRS s'appuyant sur une série de données couvrant la période 1971-2000. En 2020, Météo-France publie une typologie des climats de la France métropolitaine dans laquelle la commune est exposée à un climat océanique altéré et est dans la région climatique  Nord-est du bassin Parisien, caractérisée par un ensoleillement médiocre, une pluviométrie moyenne régulièrement répartie au cours de l'année et un hiver froid (3 °C). 
Pour la période 1971-2000, la température annuelle moyenne est de 10,2 °C, avec une amplitude thermique annuelle de 14,9 °C. Le cumul annuel moyen de précipitations est de 793 mm, avec 12 jours de précipitations en janvier et 9,4 jours en juillet. Pour la période 1991-2020, la température moyenne annuelle observée sur la station météorologique la plus proche, située sur la commune de Valenciennes à 11 km à vol d'oiseau, est de 11,0 °C et le cumul annuel moyen de précipitations est de 694,1 mm,. Pour l'avenir, les paramètres climatiques de la commune estimés pour 2050 selon différents scénarios d'émission de gaz à effet de serre sont consultables sur un site spécial publié par Météo-France en novembre 2022.

## Urbanisme

### Typologie
Au 1er janvier 2024, Eth est catégorisée commune rurale à habitat dispersé, selon la nouvelle grille communale de densité à sept niveaux définie par l'Insee en 2022.
Elle appartient à l'unité urbaine de Sebourg, une agglomération intra-départementale regroupant trois  communes, dont elle est une commune de la banlieue,,. Par ailleurs la commune fait partie de l'aire d'attraction de Valenciennes (partie française), dont elle est une commune de la couronne,. Cette aire, qui regroupe 102 communes, est catégorisée dans les aires de 200 000 à moins de 700 000 habitants,.

### Occupation des sols
L'occupation des sols de la commune, telle qu'elle ressort de la base de données européenne d'occupation biophysique des sols Corine Land Cover (CLC), est marquée par l'importance des territoires agricoles (83,8 % en 2018), une proportion sensiblement équivalente à celle de 1990 (83,7 %). La répartition détaillée en 2018 est la suivante : 
terres arables (63,3 %), prairies (20,5 %), zones urbanisées (8,1 %), forêts (8,1 %). L'évolution de l'occupation des sols de la commune et de ses infrastructures peut être observée sur les différentes représentations cartographiques du territoire : la carte de Cassini (XVIIIe siècle), la carte d'état-major (1820-1866) et les cartes ou photos aériennes de l'IGN pour la période actuelle (1950 à aujourd'hui).

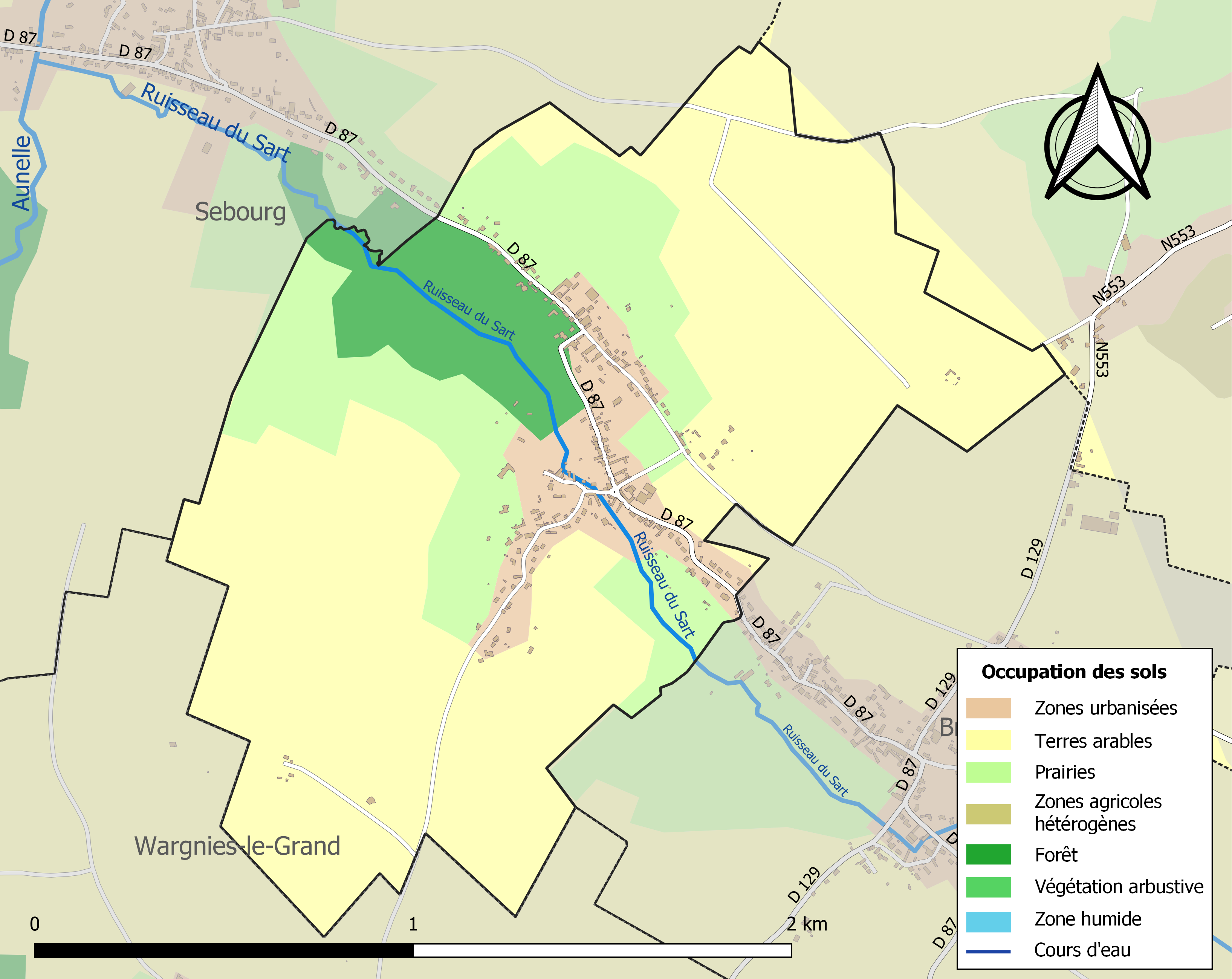
Carte des infrastructures et de l'occupation des sols de la commune en 2018 (CLC).

## Histoire
Eth est situé sur la voie romaine qui allait de Bavay au gué de Valenciennes en passant par la Flamengrie. Son toponyme tire son origine probablement du mot Strata qui désigne le chemin la route en latin. 
Eth figure en 1186 parmi les paroisses du decanat de Valenciennes.
La seigneurie est mentionnée en 1484. À cette date, le seigneur d'Eth achète la terre du village voisin Bry, village qui tombait alors sous la paroisse d'Eth. Dans des actes du XVe siècle-XVIe siècle, plusieurs membres de la famille de Sart portent le titre seigneur d'Eth.
Il y existait un château féodal, dont les restes ont été utilisés dans la construction, en 1776, du château actuel. Actuellement, le château actuel est occupé par une famille belge bien connue du monde architectural.
1940 : Dans le cadre de l'invasion allemande, le 26 mai 1940, après 4 jours de bataille où le fort d'Eth est pilonné par l'artillerie allemande, les 100 hommes présents doivent se rendre.

## Héraldique
|  | Les armes de Eth se blasonnent ainsi : « d'or à la coix engrêlée de gueules ».[réf. nécessaire] |

## Politique et administration
Maire de 1802 à 1808 : Jacques Lernoud,.
| Identité                                        | Période     | Période   | Durée            | Étiquette |
| Identité                                        | Début       | Fin       | Durée            | Étiquette |
| ----------------------------------------------- | ----------- | --------- | ---------------- | --------- |
| Paul Bécue (10 décembre 1904 - 19 juillet 1980) | 1937        | 1980      | 43 ans           |           |
| Jean-Pierre Ramette (d), (né le 28 avril 1941)  | 1990        | mars 2014 | 24 ans           |           |
| Jean-Luc Lambert (d) (né le 15 février 1959)    | mars 2014   | mai 2020  | 6 ans et 2 mois  |           |
| Pierrette Guiost (d) (née le 14 juillet 1951)   | 23 mai 2020 | En cours  | 5 ans et 5 jours |           |

## Population et société

### Démographie

#### Évolution démographique
L'évolution du nombre d'habitants est connue à travers les recensements de la population effectués dans la commune depuis 1793. Pour les communes de moins de 10 000 habitants, une enquête de recensement portant sur toute la population est réalisée tous les cinq ans, les populations de référence des années intermédiaires étant quant à elles estimées par interpolation ou extrapolation. Pour la commune, le premier recensement exhaustif entrant dans le cadre du nouveau dispositif a été réalisé en 2007.

En 2022, la commune comptait 334 habitants, en évolution de −0,3 % par rapport à 2016 (Nord : +0,51 %, France hors Mayotte : +2,11 %).
| 1793 | 1800 | 1806 | 1821 | 1831 | 1836 | 1841 | 1846 | 1851 |
| ---- | ---- | ---- | ---- | ---- | ---- | ---- | ---- | ---- |
| 224  | 154  | 230  | 277  | 302  | 308  | 314  | 323  | 321  |

| 1856 | 1861 | 1866 | 1872 | 1876 | 1881 | 1886 | 1891 | 1896 |
| ---- | ---- | ---- | ---- | ---- | ---- | ---- | ---- | ---- |
| 309  | 318  | 343  | 320  | 329  | 339  | 281  | 272  | 311  |

| 1901 | 1906 | 1911 | 1921 | 1926 | 1931 | 1936 | 1946 | 1954 |
| ---- | ---- | ---- | ---- | ---- | ---- | ---- | ---- | ---- |
| 304  | 298  | 293  | 254  | 293  | 258  | 260  | 246  | 240  |

| 1962 | 1968 | 1975 | 1982 | 1990 | 1999 | 2006 | 2007 | 2012 |
| ---- | ---- | ---- | ---- | ---- | ---- | ---- | ---- | ---- |
| 216  | 197  | 185  | 237  | 300  | 327  | 328  | 328  | 326  |

| 2017 | 2022 | - | - | - | - | - | - | - |
| ---- | ---- | - | - | - | - | - | - | - |
| 340  | 334  | - | - | - | - | - | - | - |

#### Pyramide des âges
La population de la commune est relativement jeune.
En 2018, le taux de personnes d'un âge inférieur à 30 ans s'élève à 31,0 %, soit en dessous de la moyenne départementale (39,5 %). À l'inverse, le taux de personnes d'âge supérieur à 60 ans est de 26,7 % la même année, alors qu'il est de 22,5 % au niveau départemental.
En 2018, la commune comptait 165 hommes pour 178 femmes, soit un taux de 51,9 % de femmes, légèrement supérieur au taux départemental (51,77 %).
Les pyramides des âges de la commune et du département s'établissent comme suit.
| Hommes | Classe d’âge | Femmes |
| ------ | ------------ | ------ |
| 1,2    | 90 ou +      | 0,0    |
| 3,6    | 75-89 ans    | 4,5    |
| 23,1   | 60-74 ans    | 21,0   |
| 29,3   | 45-59 ans    | 21,0   |
| 17,1   | 30-44 ans    | 17,6   |
| 10,4   | 15-29 ans    | 15,4   |
| 15,3   | 0-14 ans     | 20,5   |

| Hommes | Classe d’âge | Femmes |
| ------ | ------------ | ------ |
| 0,5    | 90 ou +      | 1,4    |
| 5,3    | 75-89 ans    | 8,1    |
| 14,8   | 60-74 ans    | 16,2   |
| 19,1   | 45-59 ans    | 18,4   |
| 19,5   | 30-44 ans    | 18,7   |
| 20,7   | 15-29 ans    | 19,1   |
| 20,2   | 0-14 ans     | 18     |

## Lieux et monuments
- L'église Saint-Denis, XIIIe et XVIIIe siècles, avec anciennes dalles funéraires.
- La mairie (1922).
- La chapelle Notre-Dame-des-Enfants de 1715 et la chapelle Saint-Hubert.
- Le château.
- Ouvrage d'Eth, un ouvrage fortifié de la ligne Maginot, qui a été sous le feu du 22 au 26 mai 1940.
- Le monument aux morts, érigé en 1920 et restauré en 2008.
- Le cimetière communal d'Eth héberge neuf tombes de la Commonwealth War Graves Commission, de soldats morts le 4 ou le 8 novembre 1914, au début de la guerre de 1914-1918.

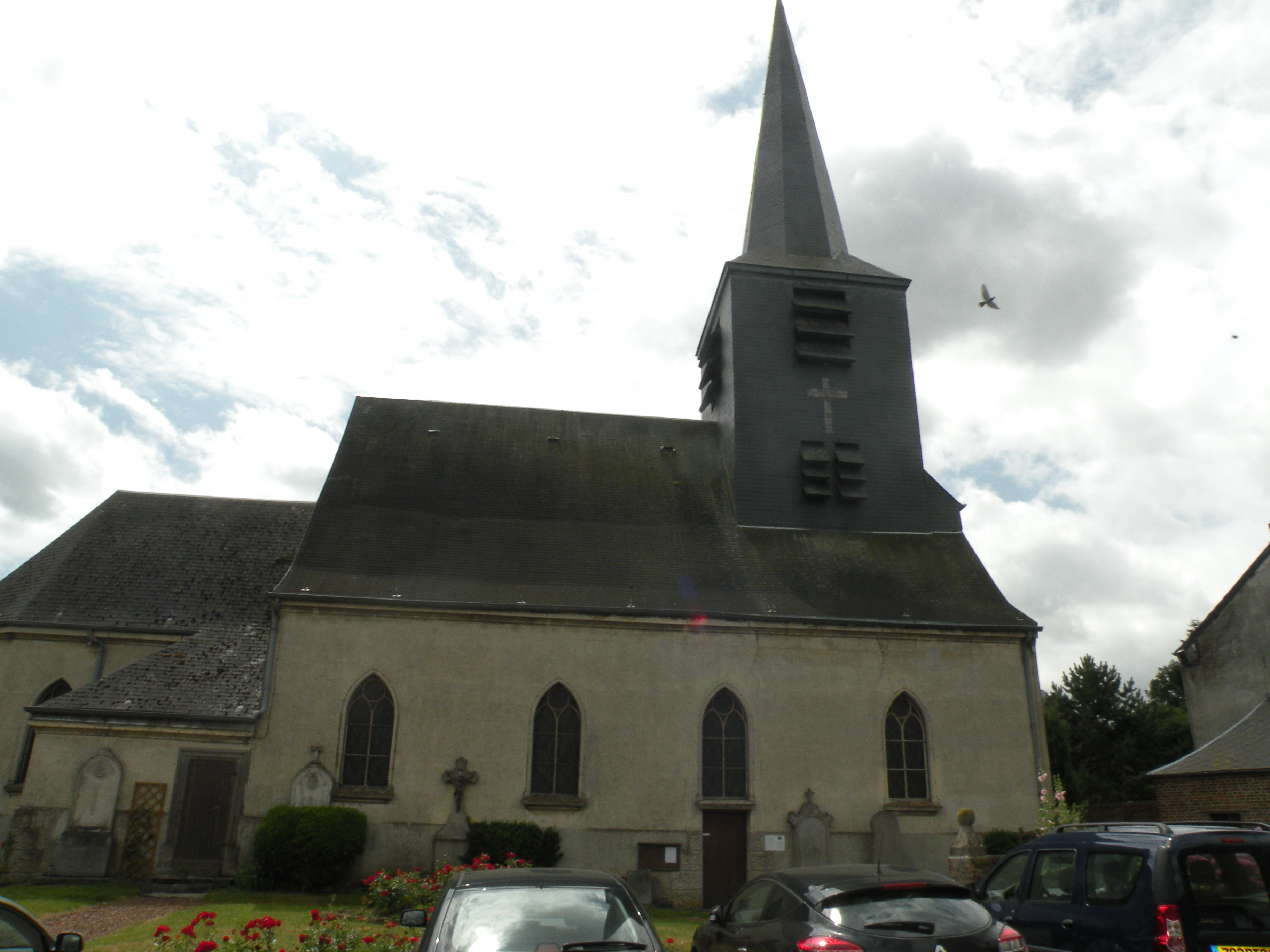
L'église Saint-Denis.
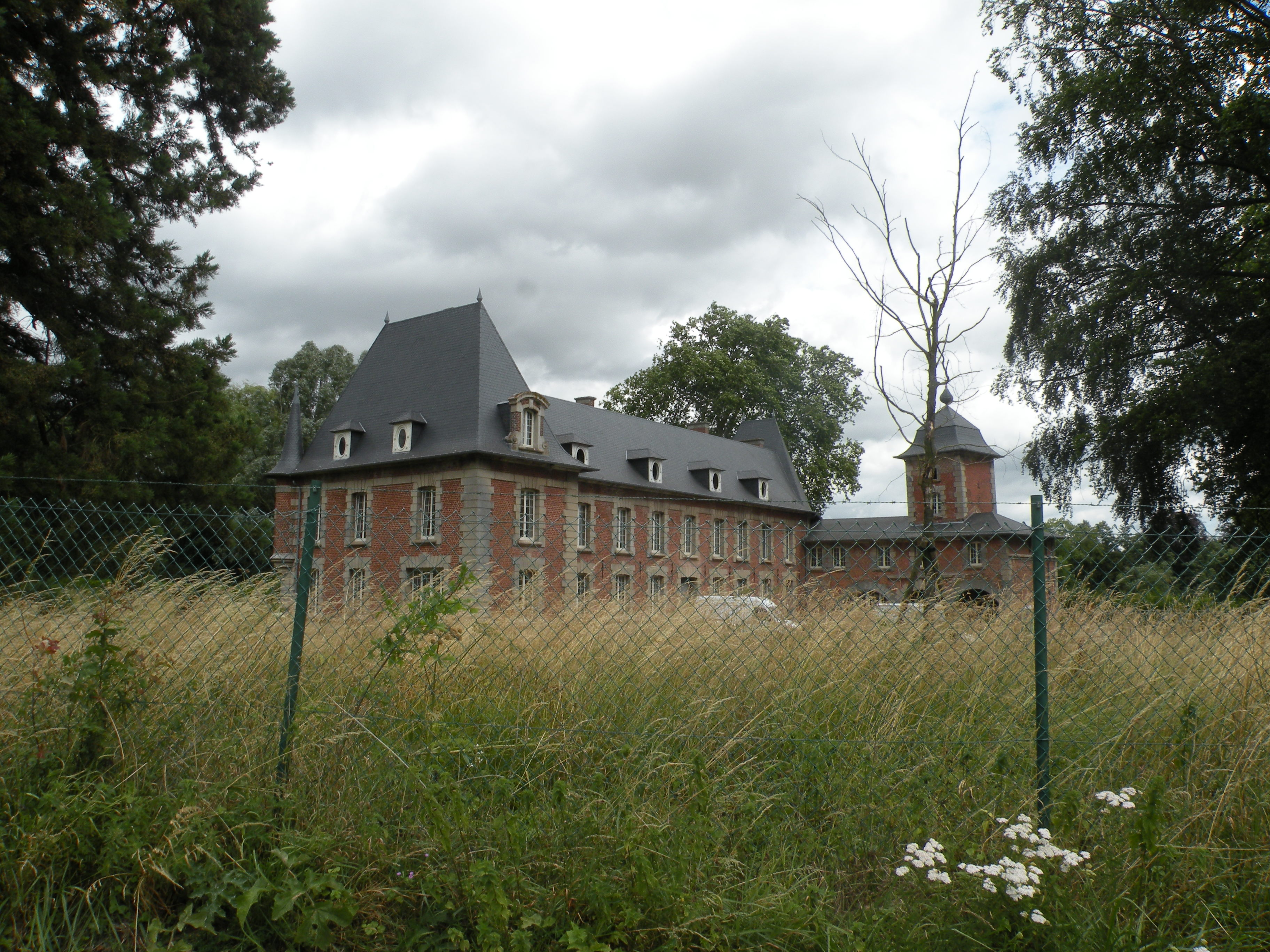
Le château d'Eth.
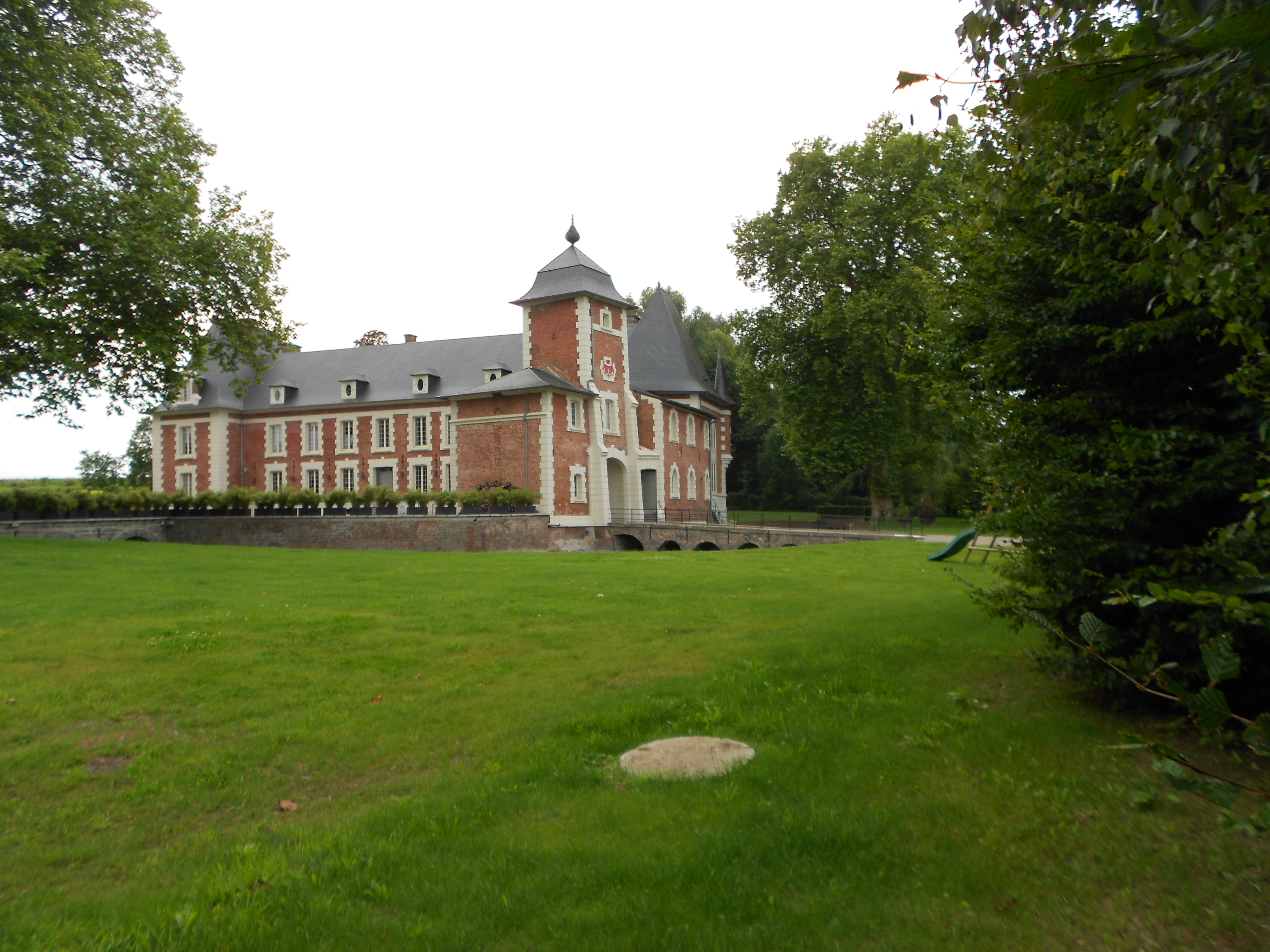
Château d'Eth.
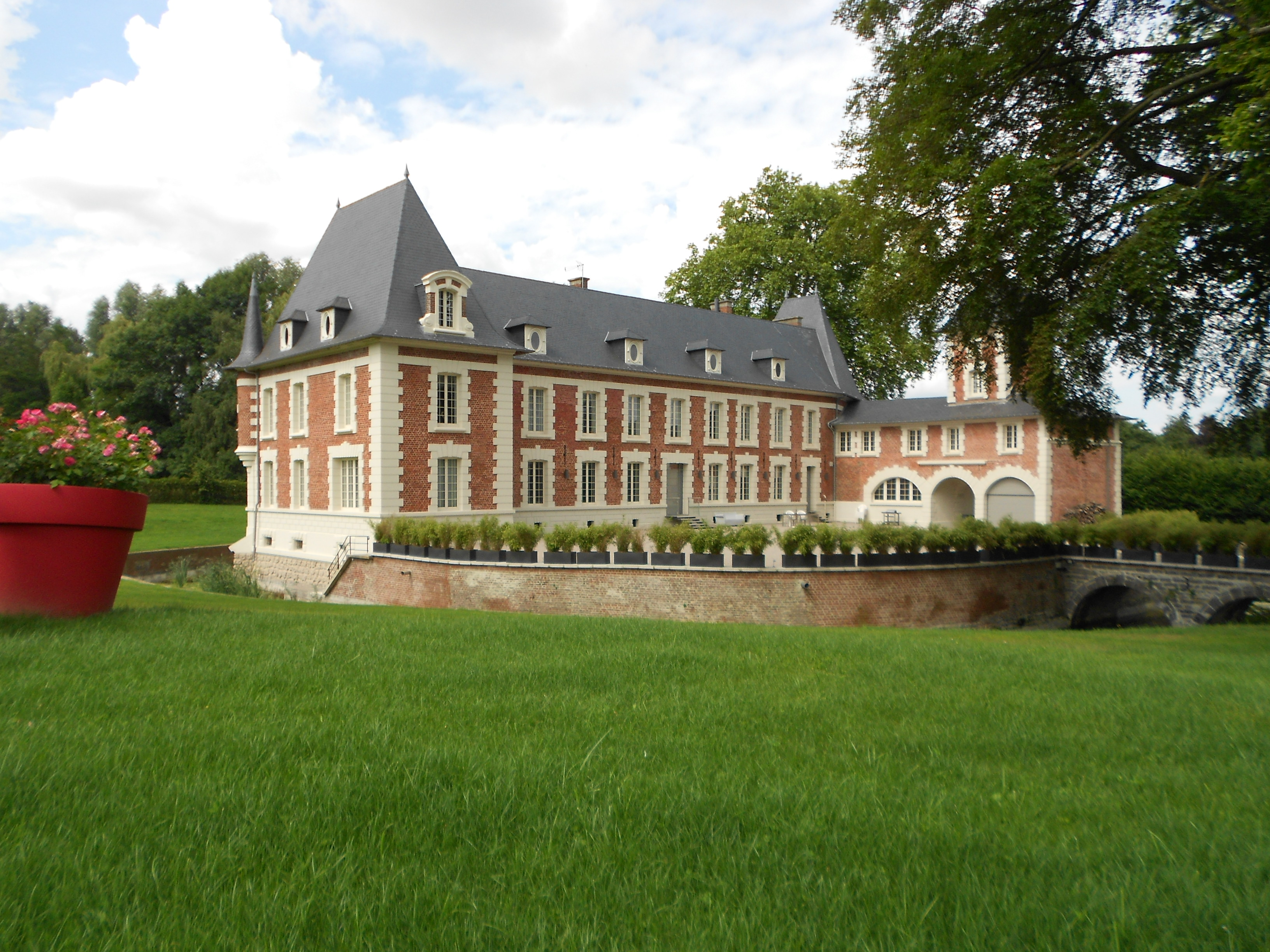
Château d'Eth.
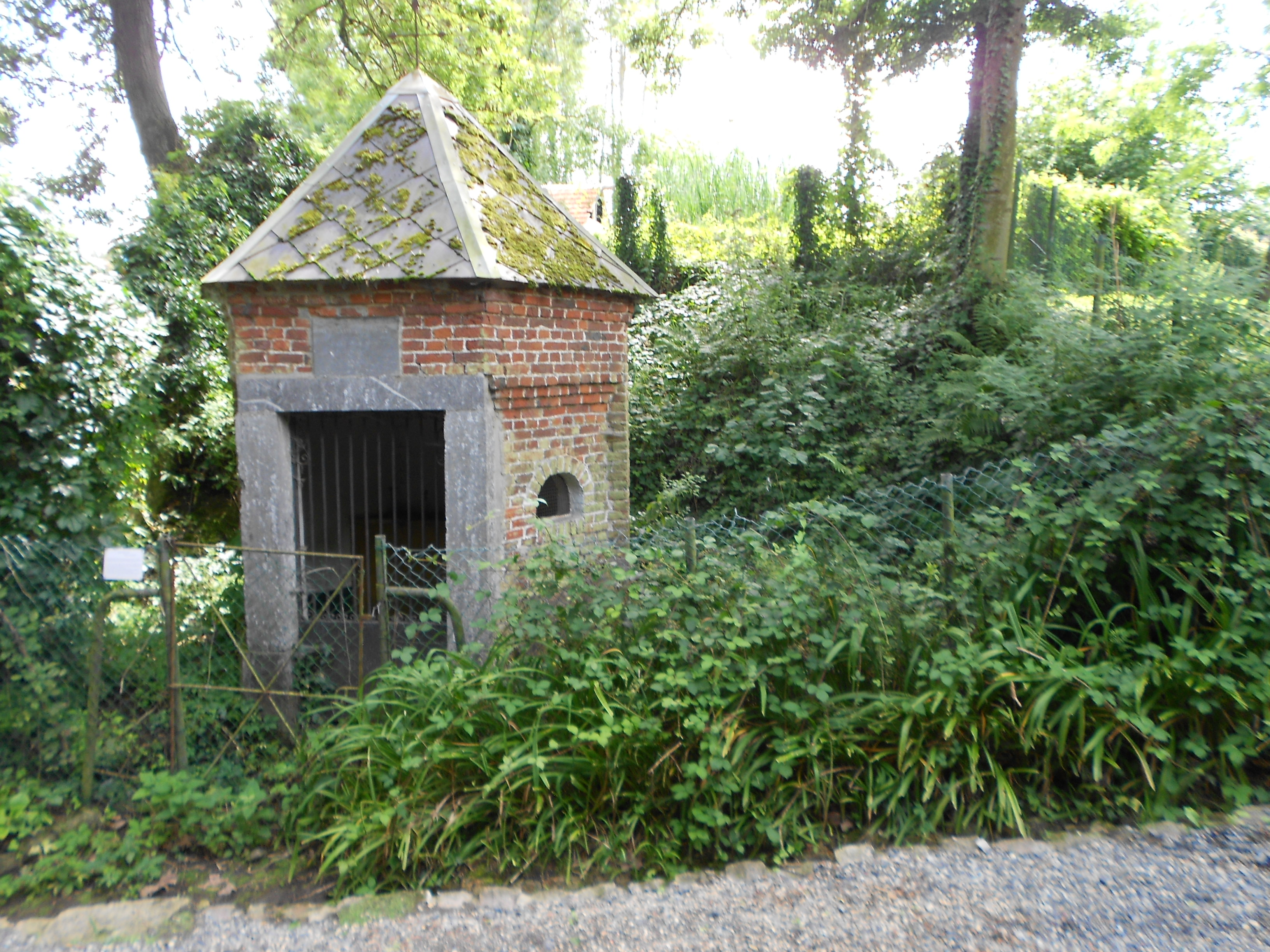
Chapelle Saint-Hubert.
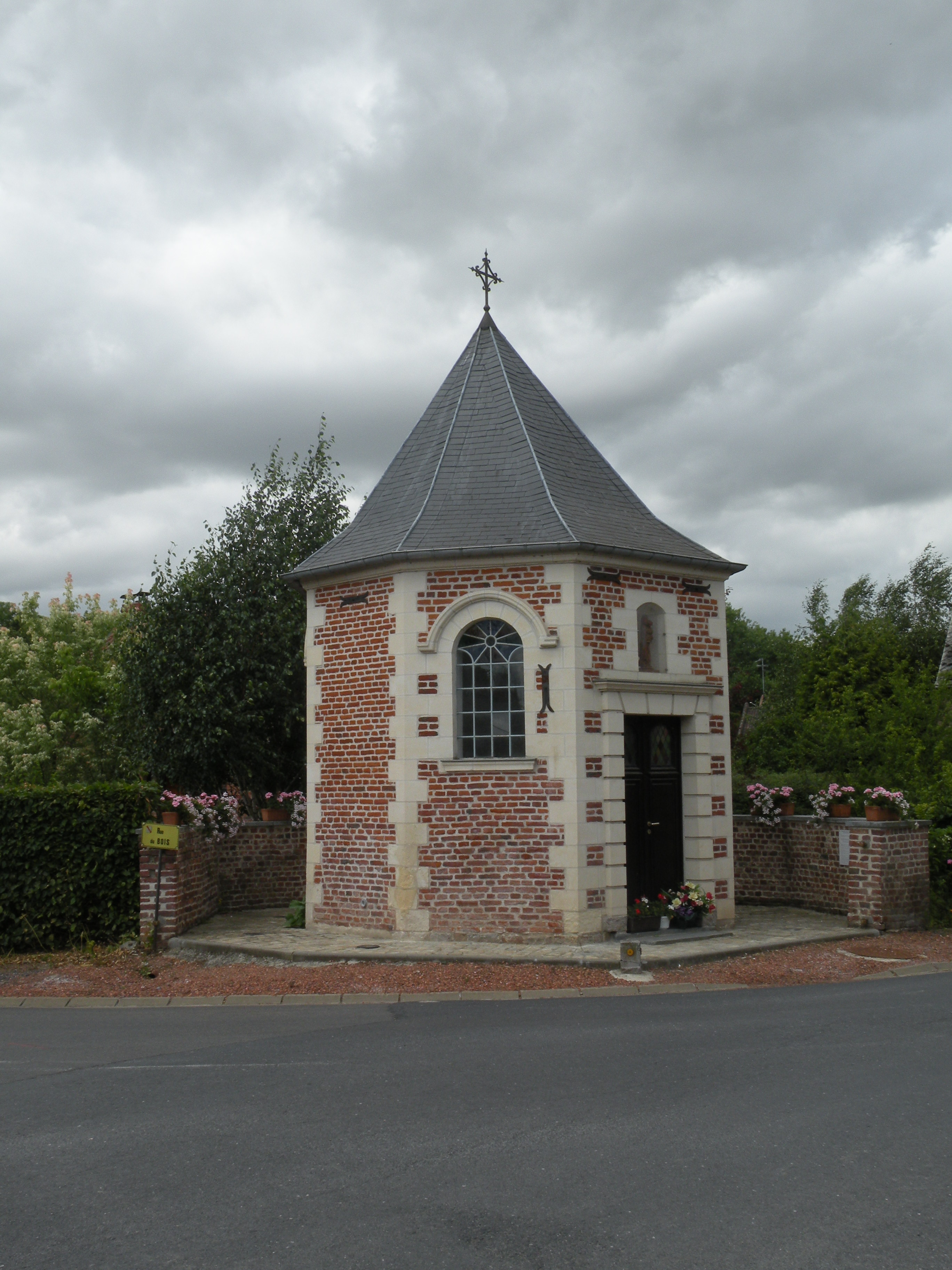
Une des chapelles d'Eth.
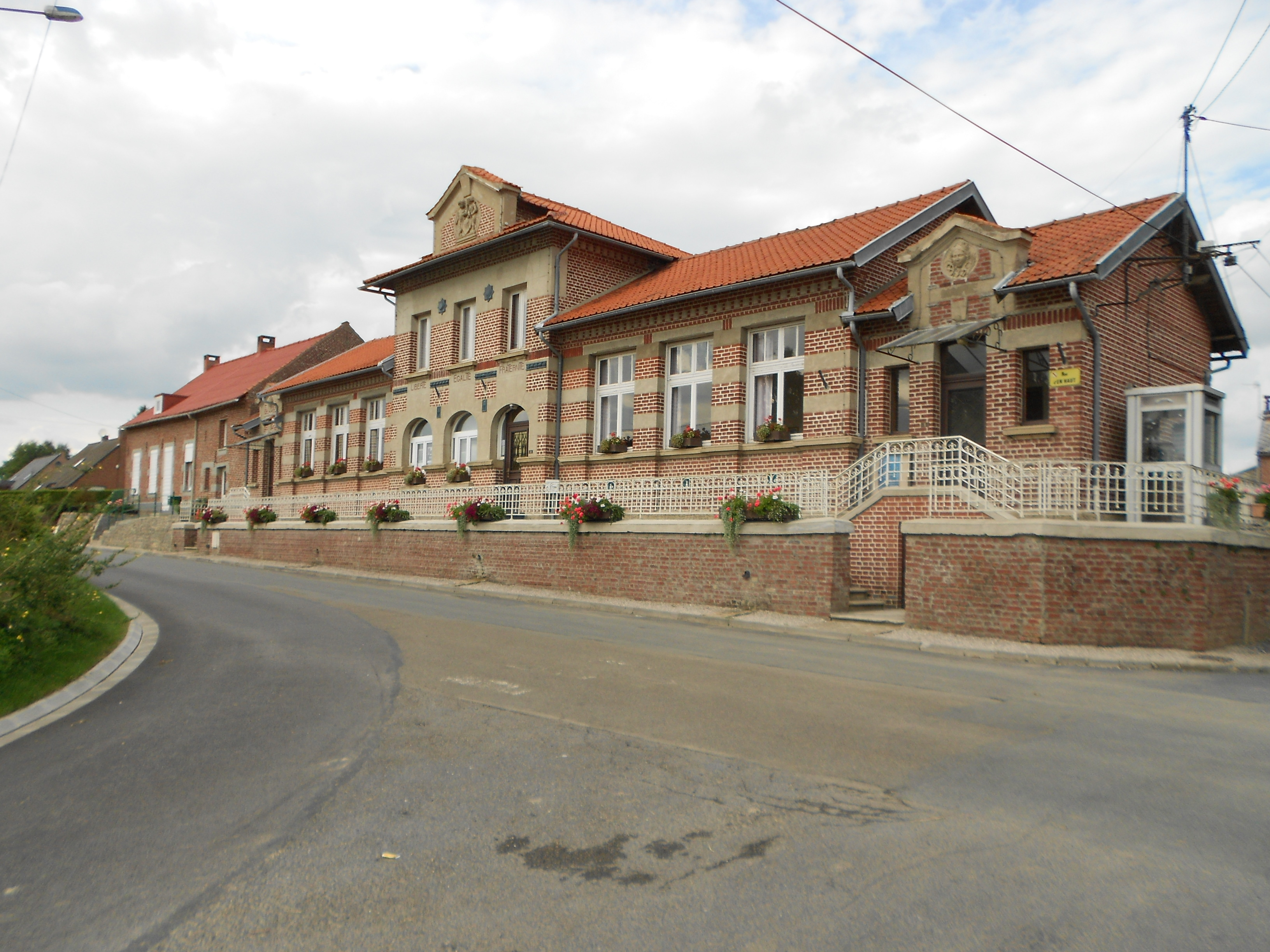
Mairie d'Eth.

## Titanobel
Titanobel, entreprise d'explosifs à usage industriel, possède un site à Eth. Le projet d'extension du site Eth de Titanobel, classé Seveso, dans un bunker de l'ouvrage d'Eth a suscité depuis 2008 l'inquiétude des habitants. En juillet 2011, Titanobel a, provisoirement au moins, retiré sa demande d'extension du dépôt. Titanobel a dans un deuxième temps cessé son activité à Eth.

## Pour approfondir